# Debréte
Debréte es un pueblo ubicado en el distrito de Edelény, condado de Borsod-Abaúj-Zemplén, Hungría.

## Superficie
Posee una superficie de 9,620 kilómetros cuadrados.

## Demografía
Hasta 2022 la población era de 10 habitantes, con una densidad de población de 1,040 habitantes por kilómetro cuadrado.